# The Residents Radio Special
The Residents Radio Special – album autorstwa awangardowej grupy The Residents wydany w 1979 roku. Początkowo album był rozsyłany w celach promocyjnych do rozmaitych stacji radiowych na kasecie magnetofonowej tuż przed premierą płyty Eskimo, wkrótce limitowana seria kaset trafiła jednak do regularnej sprzedaży za sprawą katalogu wysyłkowego wytwórni Ralph Records. Materiał z Radio Special był trzykrotnie wydawany ponownie: w 1980, 1984 (dokładne odwzorowanie pierwotnego wydania) oraz 2001 roku jako kompilacja zatytułowana Eat Exuding Oinks! zawierająca kompletny materiał oraz zremasterowane wersje piosenek.

Album jest najbardziej znany za sprawą coveru piosenki King Kong napisanej przez Franka Zappę z gościnnym udziałem gitarzysty Snakefingera.

## Lista utworów
- Pierwsze wydanie oraz reedycje z 1980 i 1984 roku

1. Introduction
2. Death in Barstow
3. Interview
4. Beyond the Valley of a Day in the Life
5. Flying
6. Satisfaction
7. Interview
8. Loser = Weed
9. Interview
10. Melon Collie Lassie
11. Interview
12. Santa Dog
13. Interview
14. King Kong
15. Interview
16. Kamakazi Lady
17. Whoopy Snorp
18. Interview
19. Walter Westinghouse
20. Credits

- Eat Exuding Oinks!:
  - Ralph Records’ 1977 Radio Special

1. Part 1
2. Part 2
3. Part 3
4. Part 4
5. Monstrous Intro
6. Death in Barstow
7. Beyond the Valley of a Day in the Life
8. Flying
9. King Kong
10. Whoopy Snorp
11. Melon Collie Lassie
12. Kamikazi Lady